# M40 (снайперська гвинтівка)
Снайперська гвинтівка M40 (англ. M40 rifle) — американська снайперська гвинтівка, що перебуває на озброєнні Корпусу морської піхоти США з 1966 року. Є глибокою модернізацією гвинтівки Remington Model 700. За понад півстоліття перебування в строю, M40 зазнала низку послідовних модифікацій; за станом на середину 2010-х років штатним варіантом гвинтівки є M40A5, яку планується модифікувати до конфігурації M40А6/M40A7.

## Історія
M40 розроблялася на основі добре відомої та вдалої конструкції гвинтівки M700 розробки американської компанії Remington Arms у варіанті з «короткою» ствольною коробкою, розрахованої під набої .308 Вінчестер і менші. Всі гвинтівки серії M40 збираються з «комерційних» компонентів у збройових майстернях Корпусу морської піхоти в Квантіко, штат Вірджинія. Перші гвинтівки M40, котрі широко застосовувалися у війні у В'єтнамі, мали дерев'яні ложі і оптичні приціли Redfield 3-9× змінної кратності.
На початку 1970-х років на озброєння морської піхоти США була прийнята перша модифікація гвинтівки під індексом M40A1, що відрізнялася використанням більш стійкою до навколишнього середовища пластикової ложі і прицілу Unertl 10× фіксованої кратності.
У 2001 році на зміну М40A1 надійшла модифікація M40A3, що мала інший ствол і нову пластикову ложу виробництва компанії McMillan. Модифікацію робили і зі старих M40A1, так і збирали повністю «з нуля». Аналогічним чином збираються і сучасні гвинтівки M40A5, що були прийняті на озброєння в 2009 році. Основною відмінністю гвинтівок M40A5 стало використання відокремлених коробчастих магазинів разом з приймачем магазинів, розробленим американською компанією Badger Ordnance. В ролі штатної оптики на снайперських гвинтівках M40A5 використовуються приціли змінної кратності компанії Schmidt & Bender.
Наразі ведуться роботи з розробки M40A6 та M40A7, моделі, які базуються на варіанті M40A5. Проте, ці моделі будуть оснащувати сучасним модульним алюмінієвим ложем зі складним прикладом компанії Remington Arms Company.